# Giuseppe Daodice
Giuseppe Daodice di Daodicca (Dalmine, 16 aprile 1882 – Bergamo, 4 dicembre 1952) è stato un generale italiano, che fu tra le altre cose governatore di Addis Abeba e dello Scioa.

## Biografia
Daodice a dodici anni venne destinato al seminario di Bergamo, qui il giovane non volle intraprendere la carriera ecclesiastica e i suoi genitori lo iscrissero alla Scuola Militare di Venezia. Entrato poi all'Accademia militare di Modena divenne sottotenente di cavalleria, partecipando alla guerra italo-turca come ufficiale di servizio attivo in Tripolitania, nell'assedio di Ain Zara e in Cirenaica. Venne coscritto nel 1915 intervenendo nelle battaglie dell'Isonzo e venendo ferito nella settima; per questa grave ferita venne retrocesso nelle retrovie. Dopo Caporetto venne promosso maggiore dopo la battaglia del solstizio e la battaglia di Vittorio Veneto.
Finita la guerra, Daodice rimase ostile al fascismo divenendo nel 1926 addetto militare a Lisbona e nel 1928 al 1931 addetto militare a Budapest. Nel 1934 fu promosso colonnello, aderendo alla guerra d'Etiopia (Prima battaglia del Tembien, Battaglia di Passo Uarieu, Battaglia di Mai Ceu) come aiutante di campo prima di Badoglio e poi di Rodolfo Graziani. Durante la guerra Daodice fu autore di numerose deportazioni in campi di concentramento nei confronti della popolazione locale. Grazie alle vittorie ottenute, Daodice fu insignito dell'Ordine Supremo della Santissima Annunziata. Nel suo governatorato ad Addis Abeba (dal 2 giugno 1940) Daodice costruì numerose infrastrutture per migliorare la condizione sociale dello stato; l'incarico venne ceduto ad Agenore Frangipani nel 1941.
Daodice tornò in Italia, venne promosso maggior generale e fu deputato al Parlamento italiano, ritirandosi a vita privata e prendendo parte a poche sedute in due anni di carica di deputazione. Daodice votò contro Mussolini dopo il 25 luglio 1943 e da Frosinone, dove allora risiedeva, fu costretto a fuggire a Caserta e da lì a Brindisi, presso il re e Badoglio. Dopo la guerra subì un processo di defascistificazione e per i crimini perpetrati in Etiopia fu condannato a quindici anni di lavori forzati, scontandone però solo cinque.